# نورمن گال (بازیکن فوتبال)
نورمن گال (انگلیسی: Norman Gall؛ زادهٔ ۳۰ سپتامبر ۱۹۴۲) بازیکن فوتبال اهل بریتانیا است.
از باشگاه‌هایی که در آن بازی کرده‌است می‌توان به باشگاه فوتبال گیتزهد اشاره کرد.